# I Want You (singel Roxette)
I Want You – singel szwedzkiego duetu Roxette wydany 4 maja 1987 jako promocja pierwszej trasy koncertowej Roxette - Rock runt riket 1987 Swedish Tour. Został nagrany wspólnie z Evą Dahlgren i zespołem Ratata.

## Utwory

### Strona A
- I Want You

### Strona B
- I Want You (Digital lägerelds-mix)